# Adiantum urophyllum
Adiantum urophyllum är en kantbräkenväxtart som beskrevs av William Jackson Hooker. Adiantum urophyllum ingår i släktet Adiantum och familjen Pteridaceae. Inga underarter finns listade.